# Pembury
Pembury is een civil parish in het bestuurlijke gebied Tunbridge Wells, in het Engelse graafschap Kent. De plaats telt 6128 inwoners.

## Geboren
- Kelly Holmes (1970), middellangeafstandsloper
- Mark Steinle (1974), atleet
- Katherine Rundell (1987), auteur en academicus
- Rob Cross (1990), darter
- Adrian Quaife-Hobbs (1991), autocoureur

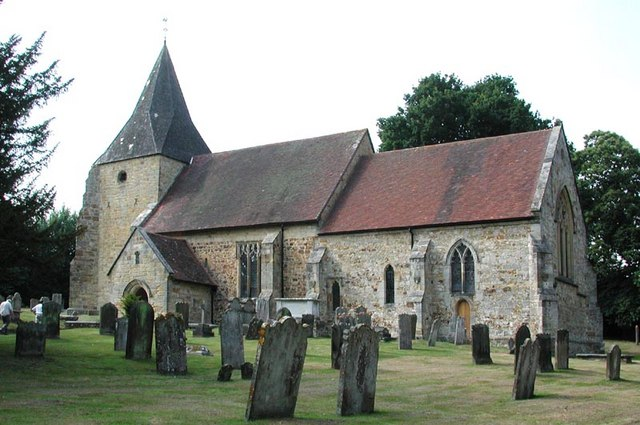
Kerk St. Peter